# بندغاه بيرسهراب
بندغاه بيرسهراب (بالفارسية: بندگاه پیرسهراب) هي قرية تقع في البلدة المركزية في إيران. يقدر عدد سكانها بـ 330 نسمة بحسب إحصاء 2016.